# Katzenwerder

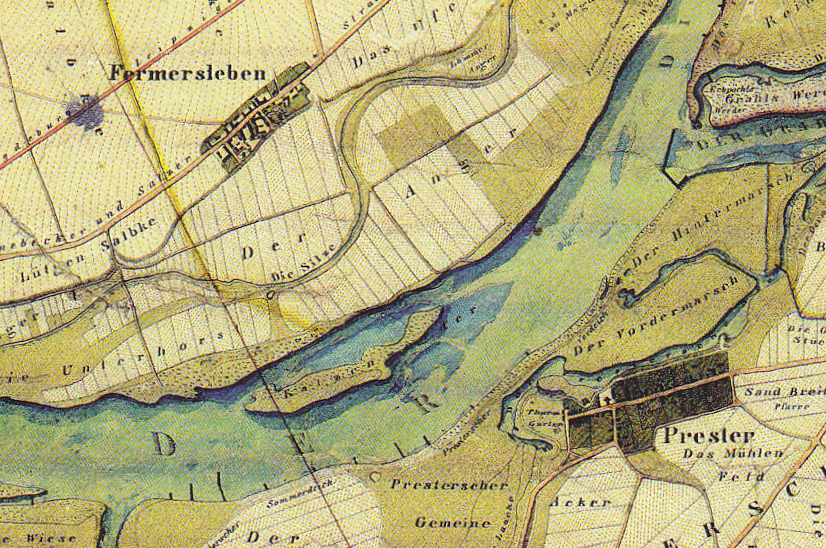
Elbe mit Katzenwerder zwischen Fermersleben und Prester im Jahr 1838 (Karte nicht eingenordet, oben ist Westen)

Der Katzenwerder war eine Insel in der Elbe und ist heute eine Flurbezeichnung für das linke Elbufer im Bereich von Fermersleben.
Sie befand sich etwa auf der Höhe des heute zur Stadt Magdeburg gehörenden Dorfes Fermersleben und erstreckte sich als schmale in Nord-Süd-Richtung ausgerichtete Insel im Elbstrom. Dabei lag sie dichter am linken, dem Fermersleber Elbufer.
Durch den etwas veränderten Flussverlauf besteht die im 19. Jahrhundert noch verzeichnete Insel heute nicht mehr. Das ehemalige ungefähre Gebiet der Insel gehört heute zum linken Elbufer und entspricht in Teilen dem Bereich östlich der später entstandenen Seen Salbker See I und Salbker See II. Der Name Katzenwerder wird noch als Flurbezeichnung für größere Flächen am Fermersleber Elbufer verwandt. Die Bezeichnung Katze könnte sich dabei im Sinne von minderwertig ergeben haben und den Bereich als ein nur schlecht nutzbares Gebiet bezeichnen.
Für den Bau der Straßenbahn von Buckau nach Westerhüsen wurden der benötigte Sand und Kies aus einer eigenen Kiesgrube vom Katzenwerder geholt. Seit 1919 bestand hierfür eine Feldbahn, die vom Katzenwerder auf die Hauptstraße führte.
Am 29. Juli 1921 wurde um 17.00 Uhr der bis dahin für Müll und Asche genutzte Platz am Elbweg geschlossen, da er keine freien Kapazitäten mehr hatte. Ab dem 2. August 1921 wurde ein Teil der ausgebeuteten städtischen Kiesgrube als Müllablagerplatz für Fermersleben genutzt. Diese neue Mülldeponie war über den Elbweg erreichbar und zwei Mal in der Woche geöffnet. Bei Hochwasser der Elbe blieb sie geschlossen.
Im Bereich der mit Katzenwerder bezeichneten Flurstücke entstand der 1960 fertiggestellte und vom Wassersportverein Buckau-Fermersleben betriebene Sportboothafen Fermersleben. Zuvor war hier die von der Familie Michaelis betriebene Badeanstalt mit Restaurant sowie die Fähre Fermersleben angesiedelt. Ab 1933 befand sich im Areal der historische Kettendampfer Gustav Zeuner, der Anfang des 21. Jahrhunderts in den Handelshafen Magdeburg umgesetzt und saniert wurde.
Das Gebiet des Katzenwerders ist bei Hochwasser der Elbe von Überschwemmungen betroffen. So war der Bereich auch während des Elbe-Hochwasser 2013 im Juni 2013 überflutet.